# Effetto Mpemba

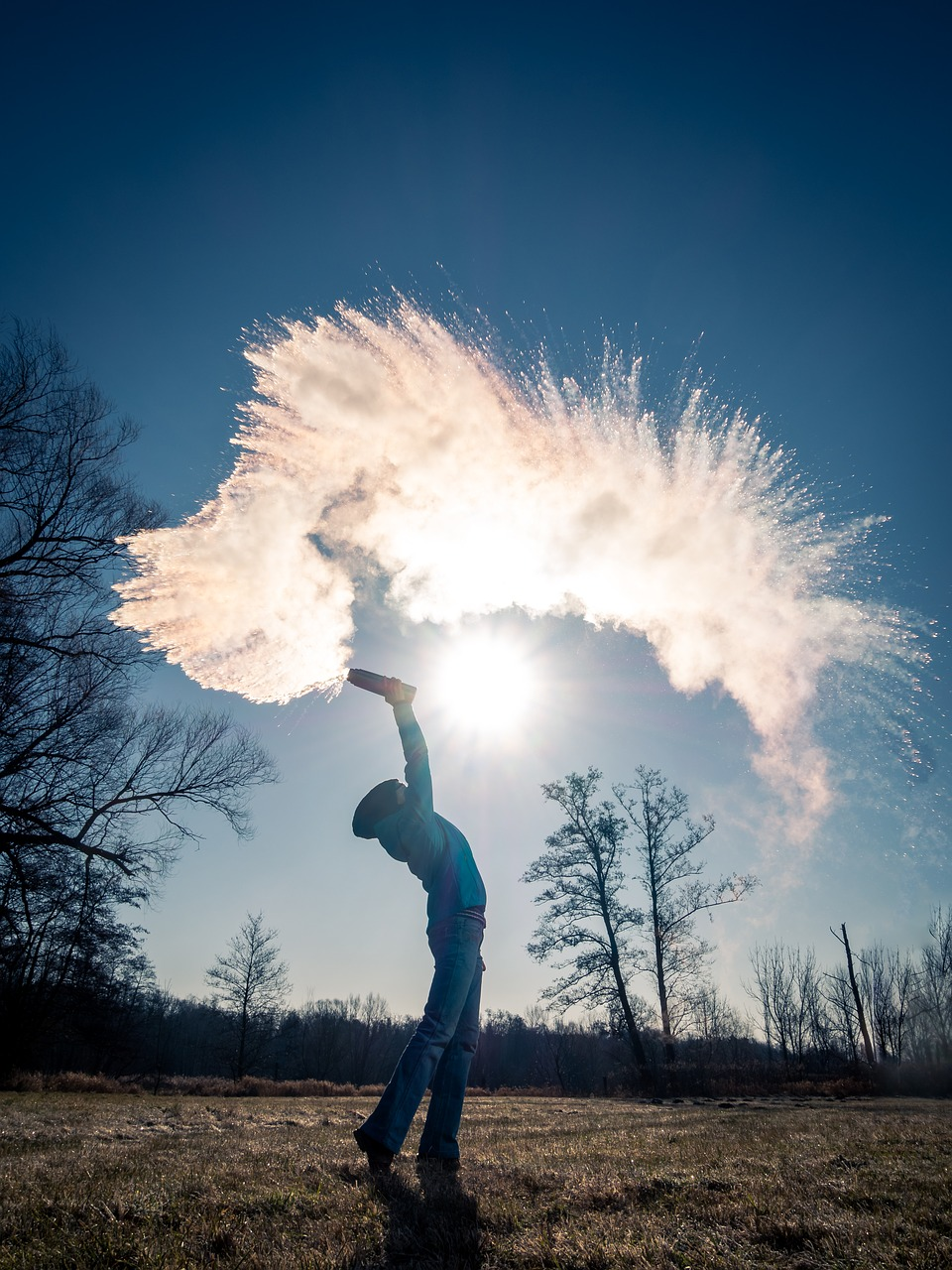
Esperimento con effetto Mpemba: l'acqua calda contenuta in un thermos, se lanciata in aria in un ambiente molto freddo, ghiaccia all'istante prima di toccare terra

Grafico che mostra l'andamento della temperatura nel tempo di due contenitori contenenti acqua a temperature iniziali di 18,6°C (in blu) e 42,9°C (in rosso). È evidente come il
raffreddamento del secondo sia avvenuto più rapidamente rispetto a quello dell'altro.

L'effetto Mpemba è il fenomeno fisico per cui, esposta alla stessa temperatura esterna, una stessa quantità di acqua calda solidifica prima di quella fredda.
L'effetto era già noto nell'antichità, essendo stato descritto nella sua Meteorologica da Aristotele nel IV secolo a.C.; tuttavia è tornato oggetto di studio solo a partire dal 1969, quando lo studente tanzaniano Erasto Mpemba, da cui prende il nome, lo ha riscoperto per caso.
Non è ancora stata trovata una spiegazione soddisfacente per il fenomeno; un revisore del Physics World ha scritto: «Sebbene l'effetto Mpemba sia reale, non è chiaro se la spiegazione sia banale o illuminante.».

## Storia

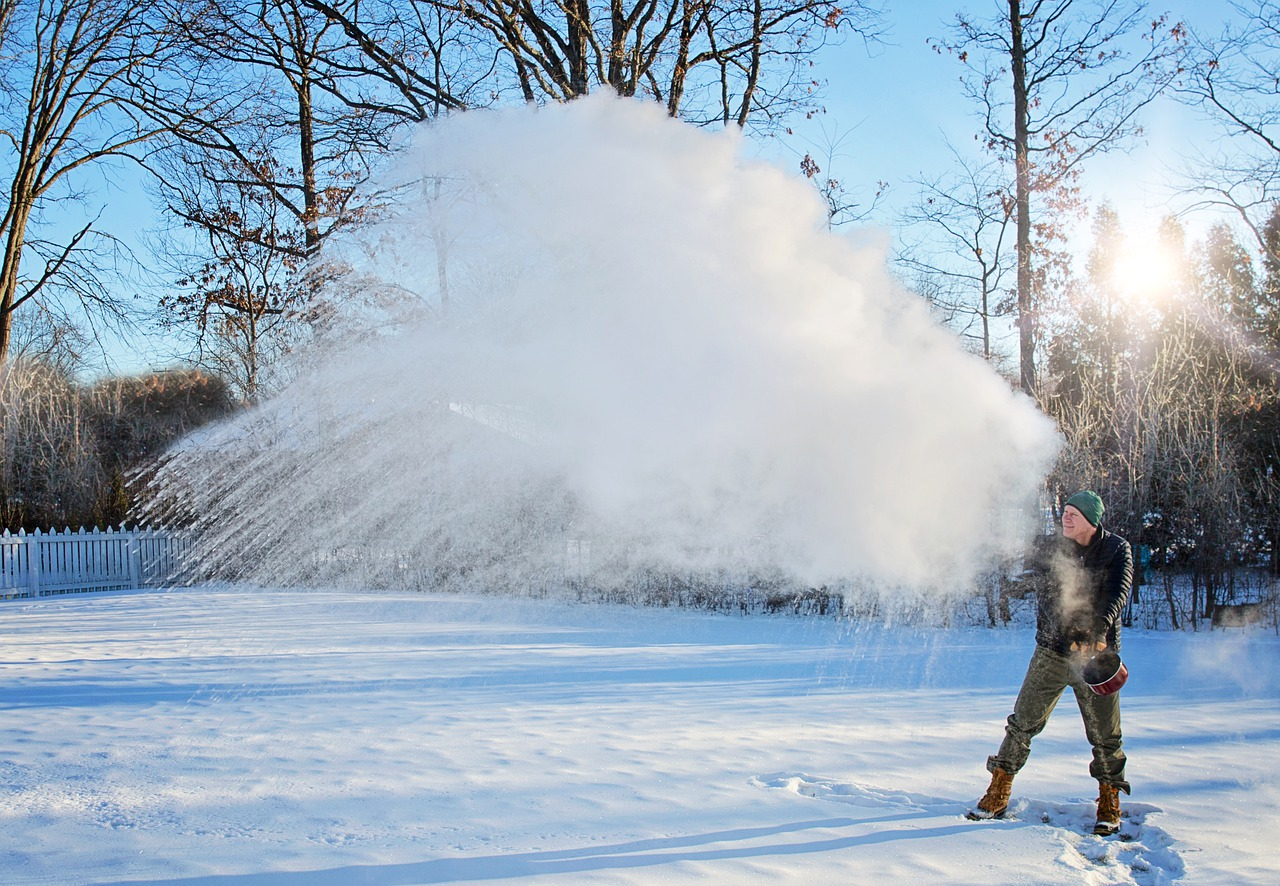
Una pentola d'acqua bollente lanciata nell'aria d'inverno

La prima descrizione dell'effetto Mpemba è stata fornita da Aristotele, osservando gli abitanti del Ponto quando andavano a pescare nei laghi ghiacciati: versavano dell'acqua tiepida intorno alle canne per formare del ghiaccio da utilizzare come piombo. Allora intuì che riscaldando l'acqua si contribuisce al suo congelamento rapido: "il presunto aumento dell'intensità di una qualità come risultato dell'essere circondati dalla sua qualità contraria".
Tra i primi scienziati moderni, Francesco Bacone notò che
(Francesco Bacone, Novum Organum, Lib. II, L)
Cartesio, riferendosi alla sua teoria del vortice, scrisse nel suo Discorso sul metodo che 
(Cartesio, Le meteore)
Nel 1775 lo scienziato scozzese Joseph Black studiò un caso particolare di questo fenomeno, confrontando l'acqua precedentemente bollita con l'acqua non bollita: l'acqua precedentemente bollita si congelava più rapidamente durante l'evaporazione controllata. Ha discusso l'influenza dell'agitazione sui risultati dell'esperimento, notando che agitando l'acqua non bollita ha portato al congelamento della stessa allo stesso tempo dell'acqua precedentemente bollita, e ha anche notato che agitando l'acqua non bollita molto fredda ha portato al congelamento immediato. Joseph Black ha poi discusso la descrizione di Fahrenheit del superraffreddamento dell'acqua (anche se il termine superraffreddamento non era stato poi coniato all'epoca), sostenendo, in termini moderni, che l'acqua precedentemente bollita non poteva essere così facilmente superraffreddata.
Nel 1963 Erasto Mpemba, uno studente di terza media della città di Magamba, in Tanzania, osservò il fenomeno mentre preparava il gelato a scuola. Rimasto indietro rispetto ai suoi compagni, inserì gli ingredienti nel congelatore quando erano ancora caldi: dopo un'ora e mezza circa la sua preparazione era già congelata, contrariamente a quelle dei suoi compagni che avevano fatto raffreddare gli ingredienti.
In seguito Mpemba frequentò la scuola superiore di Iringa. Un giorno, nel 1969, il preside invitò il professor Denis Osborne dell'università di Dar es Salaam a tenere una lezione di fisica. Al termine della lezione, Mpemba chiese al professore: "Se si prendono due contenitori simili con volumi uguali di acqua, uno a 35 °C e l'altro a 100 °C, e li si mettono in un congelatore, quello che era a 100 °C si congela per primo, perché?". Osborne provò l'esperimento a casa e notò che l'osservazione di Mpemba era corretta. Dopo una costernazione iniziale, Osborne ha sperimentato la questione sul posto di lavoro e ha confermato la scoperta di Mpemba. Pubblicarono insieme i risultati della scoperta nel 1969.

## Possibili spiegazioni
Sono state proposte molte teorie per giustificare questo comportamento controintuitivo. Fattori certamente significativi sono:
1. se si pone in un congelatore un liquido molto caldo, la massa di liquido nel bicchiere diminuisce per evaporazione;
2. il bicchiere caldo scioglie il leggero strato di ghiaccio che di norma ricopre i ripiani di un congelatore, e pone a contatto diretto il bicchiere col metallo freddo. Invece il bicchiere con l'acqua a temperatura ambiente resta poggiato su uno strato di brina che conduce il calore peggio del metallo ed è, sia pure in minima misura, isolato dal ripiano del congelatore quindi si ha una minore dispersione di calore per conduzione;
3. nel liquido più caldo si produce un moto di convezione che migliora lo scambio di calore con l'esterno; inoltre la convezione all'interno della massa d'acqua, evita (o rallenta) la formazione di uno strato superiore più freddo ed isolante (effetto lago ghiacciato);
4. il riscaldamento riduce la presenza di gas disciolti all'interno del liquido con la conseguenza che la convezione avviene a maggiore velocità;
5. l'effetto della convezione diminuisce il surraffreddamento, ovvero la fase del congelamento in cui la temperatura del liquido scende al di sotto della temperatura di solidificazione prima che gli atomi comincino ad allinearsi per formare la fase solida cristallina.

Bisogna tenere in conto che il congelamento è un fenomeno complesso che non si limita alla mera "cessione" di calore al corpo più freddo ma necessita del passaggio degli atomi e/o delle molecole del liquido dalla forma liquida a quella cristallina. Questo implica che, per il passaggio allo stato solido, gli atomi del liquido non siano unicamente soggetti ad una cessione di energia verso l'ambiente, ma che debbano anche assumere il corretto allineamento tipico della forma cristallina del solido che vanno a formare. Alcune sostanze allo stato liquido, come ad esempio il vetro, il quale, nonostante la sua apparenza solida, è in realtà un liquido altamente viscoso e quindi tale da sembrare solido, non riescono a cristallizzare a causa della viscosità che ne intrappola le molecole impedendo a queste di assumere il corretto allineamento. Questo induce a pensare che, sebbene le motivazioni di cui sopra sembrino sufficienti a spiegare il fenomeno, di fatto una spiegazione completa deve considerare la forma cristallina della sostanza e i vari fenomeni chimici di scambio energetico ed entropico a livello atomico e/o molecolare.
Vi sono altri effetti secondari, come il precipitare di soluti, che contribuiscono all'effetto quando non si utilizzi semplice acqua ma soluzioni. Tuttavia l'effetto riscontrato da Mpemba nel congelamento di un preparato per il gelato è stato studiato soprattutto con semplice acqua.
L'effetto, indubbiamente controintuitivo, dimostra la necessità di considerare tutti i parametri di possibile rilevanza e l'uso dei migliori strumenti teorici nello studio di un problema fisico. Una descrizione dettagliata dell'effetto e delle diverse teorie per darne spiegazione si può trovare in un lavoro di N. Bregovic, vincitore della "Mpemba Competition".